# Polyodaspis similis
Polyodaspis similis är en tvåvingeart som beskrevs av Nartshuk 1992. Polyodaspis similis ingår i släktet Polyodaspis och familjen fritflugor.
Artens utbredningsområde är Vietnam. Inga underarter finns listade i Catalogue of Life.